# Холли, Роберт
Ро́берт Уи́льям Хо́лли (англ. Robert William Holley; 28 января 1922, Эрбана, Иллинойс — 11 февраля 1993, Лос-Гатос, Калифорния) — американский биохимик, лауреат Нобелевской премии по физиологии и медицине в 1968 году (совместно с Харом Корана и Маршаллом Ниренбергом) «за расшифровку генетического кода и его роли в синтезе белков».
Член Национальной академии наук США (1968).

## Биография
После окончания школы Роберт поступил в Иллинойсский университет в Урбане-Шампейне, где изучал химию. В 1942 году он окончил учёбу и приступил к подготовке докторской диссертации по органической химии в Корнеллском университете. Во время Второй мировой войны входил в группу, выполнявшую правительственное задание по синтезу пенициллина.
С 1948 года преподавал органическую химию, а в 1958 году поступил в Лабораторию растений, почвы и питания. Он преподавал биохимию и молекулярную биологию в Корнеллском университете, начиная с 1962 года, а в 1965-66 годах возглавлял кафедру биохимии.
Ключевая работа Холли и его соавторов, посвящённая структуре РНК, была опубликована в 1965 году. Нобелевская премия 1968 года, которую Роберт Холли разделил с Харом Корана и Маршаллом Ниренбергом, была получена за исследования, которые три лауреата проводили независимо друг от друга.
В дальнейшем Роберт Холли работал научным сотрудником и профессором в Институте биологических исследований Солка, а также сотрудничал с Калифорнийским технологическим институтом.
Умер 11 февраля 1993 года от рака лёгкого.

## Общественная деятельность
В 1992 году подписал «Предупреждение человечеству».